# Otto-Maigler-See
Der Otto-Maigler-See ist ein See in der Stadt Hürth im Rhein-Erft-Kreis, Nordrhein-Westfalen. Er entstand nach dem Braunkohleabbau in einem geplanten Tagebaurestloch.

## Lage
Der Otto-Maigler-See liegt südwestlich von Köln vollständig auf dem Gebiet der Stadt Hürth im rekultivierten südlichen Teil des Rheinischen Braunkohlereviers in Nordrhein-Westfalen, und zwar im ausgekohlten Grubenfeld Gotteshülfe. Die Braunkohle in Hürth und das damit verbundene Wirtschaften sind seit der frühen Neuzeit bekannt. Das heutige Naherholungsgebiet zwischen Berrenrath, Gleuel, Alstädten-Burbach, Alt-Hürth und dem Industriegebiet Knapsack steht seit Juni 1977 der Öffentlichkeit zur Verfügung. Das nahe gelegene Naturschutzgebiet, der kleinere Hürther Waldsee, ist zum Ausgleich für diese Belastung zum größten Teil nicht für die Öffentlichkeit zugänglich und durch Zäune oder dicht wachsende Sträucher abgeriegelt.

## Entstehung
Der See entstand durch zufließendes Grundwasser nach dem Braunkohleabbau in einem geplanten Tagebaurestloch. Der vom Bergamt Brühl am 3. Oktober 1959 genehmigte Rekultivierungsbetriebsplan der damaligen Rheinbraun fußte im Wesentlichen auf Vorarbeiten des freien Kölner Landschaftsarchitekten Victor Calles, die dieser seit 1946 für die Rekultivierung der Abbaugebiete allgemein und dann 1961 im Auftrag der Gemeinde zu einem konkreten Plan für das Gebiet des Feldes mitten in der Gemeinde ausformulierte. Das Areal steht heute unter Landschaftsschutz, unter der Zuständigkeit des Naturpark Rheinland. Das Restloch wurde ursprünglich durch drei Tonrücken geteilt, die abgetragen wurden, um die Einzelflächen zu einem großen See zusammenzufügen. Zeitgleich wurde ein Badesandstrand an der Nordwestseite des Ufers angelegt. Das Gelände des Otto-Maigler-Sees liegt 30 m höher als das Umland. Eine dreireihige forstwirtschaftliche Schutzpflanzung um den See schützt das landwirtschaftlich genutzte Umland vor erhöhter Windwirkung der West- und Südwestwinde (Windschäden). Die Baumpflanzungen erstrecken sich ebenfalls über die Böschungsoberkante der Verkippung. Zudem wurden die Kippenränder flach ausgerichtet und durch forstwirtschaftliche Rekultivierung gefestigt. Sie wurden durch Absätze (Bermen) so gestaltet, dass sie sich als Wege nutzen lassen und harmonisch in die Umgebung einfügen.

## Namensgebung
Am 24. Juli 1967 beschloss der Gemeinderat Hürths auf Vorschlag des Gemeindedirektors Otto Räcke, den Regatta-See im Erholungsgebiet Otto-Maigler-See zu benennen.
Der Name erinnert an den kurz zuvor, am 20. Juni 1967, verstorbenen Grubenpionier und Direktor der Roddergrube AG Otto Maigler.
Maigler hatte sich als Vorstandsmitglied der Rheinbraun für die Wiederaufforstung und Rekultivierung der Revierlandschaft eingesetzt. Des Weiteren war er maßgeblich an den Planungen zur Umsiedlung des Ortsteils Berrenrath beteiligt.  Der Ortsteil wurde auf dem bereits ausgekohlten Gebiet des Weilers Aldenrath in unmittelbarer Nähe zum See neu errichtet.

## Ökologie

### Allgemeines
Die RWE Power AG (ehemals RWE Rheinbraun bzw. Rheinbraun AG) hat seit Mitte der 1960er Jahre Gutachten in Auftrag gegeben, die den Pflanzen- und Tierreichtum auf rekultivierten Flächen des Braunkohlereviers dokumentieren. Diese Areale sind auch Gegenstand von Doktor- und Diplomarbeiten.

### Fauna
Der See ist Durchzugs- und Winterquartier für verschiedene Entenarten, wie Blässrallen, Reiher-, Stock-, und Tafelenten sowie einer großen Anzahl von Höckerschwänen. Vereinzelt sind auch Kormorane und Schellenten vorhanden. Die Wasservögel finden im nahe gelegenen Naturschutzgebiet Hürther Waldsee ruhige Brut- und Rückzugsräume.
Der See ist auch Angelgewässer. Der im Jahr der Eröffnung des Sees, 1977, gegründete Angelsportverein Burbach hegt und pflegt den See und seinen Fischbesatz zusammen in einem Dachverband Otto-Maigler-See mit Angelsportvereinen in den umliegenden Orten und des Goldenberg-Werks. Der See ist besetzt mit Aal, Hecht, Karpfen, Schleie, Zander, Barsch und Weißfisch. Zu schaffen macht dem Verein die besonders im ruhigeren Winter zunehmende Anzahl von mitfischenden Kormoranen.

### Flora
Der See ist in eine 142 ha große Forstfläche, mit buntem Baumbestand eingebettet. Es wurden am Otto-Maigler-See an geschützten Pflanzen Laichkrautarten, sowie das Gemeine Hornblatt nachgewiesen.

### Sediment
Wie in fast allen Tagebaurestseen der Ville-Platte besteht die Sohle des Otto-Maigler-Sees aus anstehendem Ton und Braunkohlenrückständen, die von einer Sedimentschicht aus Laub- und Wasserpflanzenüberresten sowie Detritus und Faulschlamm bedeckt ist.

### Hydrologische Daten
Der See befindet sich am nördlichen Ende der Ville-Seen-Platte. Er ist lang und schmal ausgerichtet und wird durch Grundwasser gespeist sowie durch Überläufe reguliert. Durch die geringe Tiefe, im Gegensatz zu tieferen Tagebauseen, wird das Wasser ganzjährig durch Windeinwirkung umgewälzt.

### Wasserqualität
Die Stiftung Warentest stufte den See 2008 als empfehlenswertes Badegewässer ein. Wegen der Nutzung als Badesee ist das Füttern der Vögel am Otto-Maigler-See verboten.
Wegen der Nutzung des Sees für Freizeit- und Sportaktivitäten wird in regelmäßigen Abständen mit einem Mähgerät, einer sogenannten „Seekuh“, das Seekraut gestutzt und entsorgt.

## Nutzung

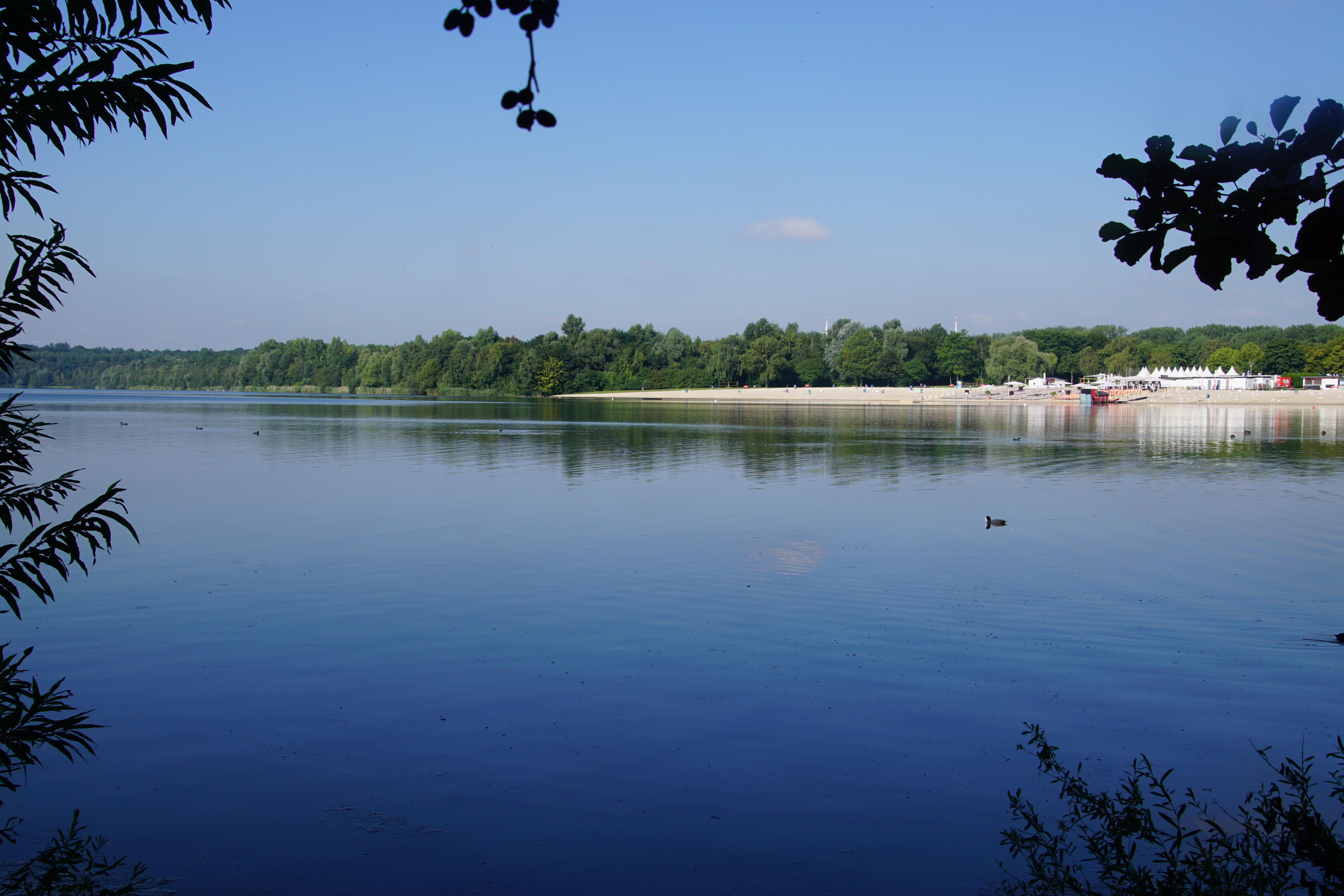
Strandbad

Der Otto-Maigler-See ist einer von fünf zugelassenen Badeseen im Rhein-Erft-Kreis. Er wird in der Badesaison vom Gesundheitsamt durch Wasseruntersuchungen auf die Einhaltung der EU-Richtlinien sowie der Badegewässerordnung geprüft. Am See befindet sich ein Strandbad mit Gastronomie. In den Sommerabendstunden finden dort verschiedene Veranstaltungen wie Strandfeiern statt. Auf dem See selbst ist Surfen, Segeln und Rudern möglich. Er wurde so angelegt, dass sechs Regattabahnen nebeneinander passen und so Sportwettfahrten veranstaltet werden können.
Die Nutzung des Sees teilen sich eine Reihe von Vereinen. Einige wurden, wie auch der Angelverein, unmittelbar nach der Eröffnung des Sees gegründet. An Vereinsheimen steht das ehemalige Kloster Marienborn Hürth-Burbach den Kanuten des Schwimmclubs Hürth zur Verfügung. Ein oberhalb des Ostufers neu errichtetes Bootshaus der 1979 gegründeten Hürther Rudergesellschaft, die auf dem See regelmäßig internationale Regatten ausrichtet, wird zu Trainingszwecken auch von der Kölner Rudergesellschaft 1891 genutzt. Der 1978 gegründete Hürther Windsurfing-Club hat sein Clubheim direkt neben dem Kloster Marienborn Hürth-Burbach, die Surfarea ist der Ostteil des Sees. Die Vereine sind über die Webseite der Stadt Hürth (Freizeit und Tourismus) nach Sparten gegliedert aufgeführt und verlinkt.
Das Erholungsgebiet mit seinen Rad- und Wanderwegen ist, außer vom Industriegebiet Knapsack, von allen umliegenden Stadtteilen aus gut zu erreichen. Die Kölner erreichen den See über die Berrenrather Straße und die parallel geführten Radwege durch den Kölner Grüngürtel. Um den See führt ein Rundwanderweg, der von Alt-Hürth aus ausgeschildert ist. Das Strandbad verfügt über einen großen Parkplatz und ist auch mit dem Hürther Stadtbus erreichbar.

## Trivia
Am 15. Juni 2018 stellten die Mitarbeiter von DHL Paket auf dem Otto-Maigler-See den Guinness-Weltrekord für die meisten Menschen auf einem Floß auf.